# Arotes odontus
Arotes odontus là một loài tò vò trong họ Ichneumonidae.